# Vale das Mós
Vale das Mós era una freguesia portuguesa del municipio de Abrantes, con 23,42 km²; de área y 747 habitantes (2001). Densidad: 31,9 hab/km².

## Geografía
Situada en la zona sur del municipio, la freguesia de Vale de Mós tenía como vecinos: apenas el municipio de Ponte de Sor, al este, y las freguesias de Bemposta, al sur São Facundo al oeste y al norte.

## Historia
Fue suprimida el 28 de enero de 2013 en aplicación de una resolución de la Asamblea de la República portuguesa promulgada el 16 de enero de 2013 al unirse con la freguesia de São Facundo, formando la nueva freguesia de São Facundo e Vale das Mós.